# ایوان بیاکوف
ایوان بیاکوف (روسی: Иван Иванович Бяков؛ ۲۱ سپتامبر ۱۹۴۴ – ۴ نوامبر ۲۰۰۹) ورزشکار دوگانه اهل اتحاد جماهیر شوروی سوسیالیستی بود.